# Holy Holy Life
Holy Holy Life is een single van Golden Earring uit 1971. Het is niet afkomstig van een van hun reguliere studioalbums.

## Thema en geschiedenis
"Het o-zo-heilige leven is soms eenzaam, droef en gek, maar vroeg of laat ga je dood", aldus schrijver George Kooymans. De B-kant gaat over ene Jessica en is geschreven door Barry Hay en Rinus Gerritsen.
Alhoewel de verkoopcijfers schril afstaken tegen voorganger Back Home bleef de muziekgroep het nummer steeds spelen. Het kwam daardoor op een aantal verzamelalbums en livealbums terecht.

## Hitnotering

### Nederlandse Top 40
| Positie: | 14 | 5 | 5 | 7 | 8 | 15 | 23 | 25 | 38 | uit |

### NederlandseDaverende 30
Holy Holy Life legde het af qua nummer 1-notering tegen Gilbert O'Sullivan met Nothing rhymed en Ray Stevens met Bridget the midget (The queen of the blues).
| Positie: | 18 | 10 | 3 | 9 | 10 | 13 | 24 | uit |

### BelgischeBRT Top 30
| Positie: | 22 | 12 | 12 | 11 | 10 | 20 | 27 | uit |

### Voorloper VlaamseUltratop 50
| Positie: | 26 | 14 | 12 | 14 | 14 | 22 | uit |

### NPO Radio 2 Top 2000
Holy holy life stond alleen in 2000 in de NPO Radio 2 Top 2000, op plek 1497.
Discografie